# Orthotrichum pumilum
Orthotrichum pumilum (deutsch Zwerg-Goldhaarmoos) ist eine Laubmoos-Art aus der Familie Orthotrichaceae.

## Merkmale
Orthotrichum pumilum wächst in kleinen, etwa 0,5 Zentimeter hohen, oft dunkelgrünen Polstern. Die Blätter sind trocken anliegend, feucht aufrecht-abstehend, bis 3 Millimeter lang, eilanzettlich, allmählich scharf zugespitzt, manchmal mit Stachelspitzchen, oder etwas stumpflich. Die breiteste Stelle der Blätter ist in der Blattmitte oder wenig darunter. Die Blattränder sind breit zurückgerollt, die Rippe endet vor der Blattspitze. Die Blattzellen sind am Blattgrund durchscheinend, neben der Blattrippe rechteckig und an den Rändern fast quadratisch. Im oberen Blattteil sind sie rundlich-sechsseitig, etwa 12 bis 18 Mikrometer groß und fast glatt oder papillös mit ein bis zwei niedrigen Papillen.
Sporophyten sind regelmäßig vorhanden. Die längliche bis zylindrische Sporenkapsel ist mehr oder weniger in die Blätter eingesenkt bzw. emporgehoben. Die Urne ist trocken stark gefurcht und unter der Mündung zusammengezogen. Die Spaltöffnungen der Kapselwand sind kryptopor (eingesenkt). Die kegel- oder glockenförmige Kalyptra ist nackt oder sehr wenig behaart. Die Vaginula (Scheidchen, röhrige Hülle um den Sporogonfuß) ist nackt. Das doppelte Peristom besteht aus dem äußeren aus 8 fein papillösen, trocken zurückgeschlagenen Paarzähnen und dem inneren aus 8 kürzeren, glatten Fortsätzen. Sporen sind warzig und 14 bis 18 Mikrometer groß. Sporenreifezeit ist von April bis Juni. Gelegentlich werden keulenförmige Brutkörper gebildet.

## Standortansprüche
Die Art wächst epiphytisch an freistehenden Feld- oder Alleebäumen, meist Laubbäumen, nur selten an Fichten oder gelegentlich auf Beton oder Mauern. Geschlossene Wälder meidet sie. Häufig ist sie an Ufergehölzen, an Straßenrändern oder in Siedlungsgebieten zu finden. Sie ist sehr oft mit anderen Orthotrichum-Arten vergesellschaftet wie mit Orthotrichum diaphanum, Orthotrichum obtusifolium, Orthotrichum affine oder mit Syntrichia papillosa.

## Verbreitung
Weltweit sind die Hauptverbreitungsgebiete in Europa, im Kaukasus und in Nordamerika; weitere Vorkommen werden vom östlichen China und von Nordafrika angegeben.
In Deutschland, Österreich und der Schweiz ist die Art in der collinen und untermontanen Höhenstufe oft verbreitet und häufig, im nordwestdeutschen Flachland ist sie seltener.